# Rita Livesi
Maria Rita Livesi (Siligo, 4 marzo 1915 – Roma, 30 aprile 1989) è stata un'attrice italiana.

## Biografia
Dopo il diploma in ragioneria si diploma nel 1937 al Centro sperimentale di cinematografia di Roma. Lavorò in teatro, cinema ed in televisione ma quasi sempre in ruoli secondari. Fu diretta dai registi Raffaello Matarazzo, Guido Brignone, Florestano Vancini.

## Filmografia
- Cavalleria, regia di Goffredo Alessandrini (1936)
- L'albero di Adamo, regia di Mario Bonnard (1936)
- Il destino in tasca (1938)
- La dama bianca, regia di Mario Mattoli (1938)
- Tre fratelli in gamba (1939)
- Amami Alfredo, regia di Carmine Gallone (1941)
- Turbamento (1942)
- Inviati speciali (1943)
- I bambini ci guardano, regia di Vittorio De Sica (1944)
- Tormento, regia di Raffaello Matarazzo (1950)
- Trieste mia!, regia di Mario Costa (1951)
- I figli di nessuno, regia di Raffaello Matarazzo (1951)
- Il tradimento, regia di Riccardo Freda (1951)
- La voce del sangue, regia di Pino Mercanti (1952)
- Il tenente Giorgio, regia di Raffaello Matarazzo (1952)
- Nessuno ha tradito (1952)
- Chi è senza peccato... (1952)
- Cani e gatti, regia di Leonardo De Mitri (1952)
- Il romanzo della mia vita (1952)
- Vortice, regia di Raffaello Matarazzo (1953)
- Torna!, regia di Raffaello Matarazzo (1953)
- Soli per le strade (1953)
- Terza liceo (1954)
- Disperato addio (1955)
- Una voce, una chitarra, un po' di luna, regia di Giacomo Gentilomo (1956)
- Canne al vento, regia di Mario Landi (1958)
- Labbra rosse (1960)
- Fra' Manisco cerca guai... (1961)
- Congo vivo (1962)
- Amore amaro, regia di Florestano Vancini (1974)
- Calamo, regia di Massimo Pirri (1975)
- La ragazza del vagone letto, regia di Ferdinando Baldi (1979)
- La gatta da pelare (1981)

## Prosa televisiva Rai
- George Sand, regia di Giorgio Albertazzi (1981)
- Il berretto a sonagli di Luigi Pirandello, regia di Luigi Squarzina, trasmessa il 20 dicembre 1985.